# Gol Televisión
Gol Televisión (Gol T) fue un canal de televisión por suscripción español, propiedad de Mediapro, que emitía exclusivamente en la TDT de España, a través de un multiplex de Atresmedia Televisión.
El 30 de junio de 2015, el canal dejó de emitir para dar paso a beIN Sports España en las plataformas de televisión de pago. En su frecuencia de TDT, Atresmedia lanzó Mega, un canal temático en abierto.
El 1 de junio de 2016, el canal se relanzó como Gol en una frecuencia alquilada a Veo Televisión.

## Historia
Los inicios de la cadena se remontan a la propuesta formulada en octubre de 2007 por el presidente de Mediapro, Jaume Roures, de lanzar a través de la TDT una modalidad de pago por visión. La medida, enmarcada durante una lucha por los derechos deportivos y de los equipos de fútbol entre Mediapro y Sogecable, contemplaba 12 partidos por 12 euros (a euro por partido) siempre que se abrieran las ventanas hacia la modalidad de pago.
Con el paso del tiempo Mediapro fue adquiriendo más derechos deportivos de ligas internacionales, clubes de fútbol, y competiciones como la UEFA Champions League a partir de la temporada 2009-2010, y Mediapro -junto a otras cadenas de televisión- reclamó la apertura de la TDT de pago. Sin embargo, la vicepresidenta del Gobierno, María Teresa Fernández de la Vega, descartó la posibilidad en agosto de 2008.
El 20 de agosto de 2008 Mediapro anunció el futuro lanzamiento de un canal de fútbol llamado "Gol T" para el mes de septiembre, que contaría en su programación con las principales ligas internacionales y que estaría incluido en operadores de cable y televisión por Internet. Tras realizar varias pruebas de emisión, el canal nacería finalmente el 19 de septiembre, con nueve partidos en directo durante el primer fin de semana. En un principio, Mediapro llegó a un acuerdo con tres operadores (Orange TV, Euskaltel y Telecable) para incluirlo en su oferta mientras que continúa negociando para entrar en otros operadores.
El día 22 de marzo de 2009, Gol T emitió por primera vez un partido de la Liga Adelante (2.ª División), concretamente el Real Sociedad - Girona Fútbol Club.
El 15 de abril de 2009, La Sexta, de la cual es accionista Mediapro, inició los trámites legales para solicitar el cambio de licencia en su segundo canal (Hogar 10), para poder emitir la señal de Gol T codificada en la TDT en España.
El día 26 de junio de 2009, Gol Televisión anunciaba vía anuncio que en la temporada 2009/2010 habrá dos partidos de la Liga BBVA en directo todas las jornadas de los cuales uno sería del Real Madrid o del FC Barcelona, y que el coste del canal sería de unos 18 €/mes, confirmados posteriormente con el acuerdo de entrada en ONO.
Posteriormente, el 22 de julio de 2009, Sogecable anunció el lanzamiento del que sería competencia directa de Gol Televisión, Canal+ Liga, con los mismos partidos de Primera División, Segunda División y Copa del Rey, además de la UEFA Europa League, a un precio de 15 €/mes, 3€ por debajo del inicialmente anunciado por Gol T. Este hecho hizo reaccionar a Mediapro que anunció el precio definitivo del canal en 14,50 €/mes para la TDT y recordó la exclusividad de la UEFA Champions League y de muchas ligas extranjeras en Gol Televisión.
Desde el 1 de agosto, Gol Televisión se incorpora por un precio de 14,90 €/mes a la televisión por cable de ONO (actualmente Vodafone TV) como canal de pago aparte. Posteriormente otras operadoras hacen lo mismo, con precios oscilando entre los 10€ y los 15€.
El jueves 13 de agosto el Consejo de Ministros autoriza la TDT de pago, y al día siguiente, con un Sporting-Nacional de la Primera División de Portugal inicia en la frecuencia de Hogar 10 (señal de Atresmedia) a su señal Gol Televisión.
El 17 de agosto, por sorpresa, Jaume Roures en rueda de prensa, anunció que Gol Televisión emitirá 3 partidos de liga a la semana, manteniendo los dos compartidos con Canal+ Liga y otro de manera exclusiva en el canal. Además anunció la emisión en exclusiva de todos los partidos del Eurobasket 2009 a excepción de los que enfrenten a la Selección Española, que se emitirán, en abierto, en La Sexta.
El 28 de agosto, el día antes del comienzo de La Liga, Telefónica y Mediapro llegan a un acuerdo para que Gol Televisión entre en Movistar TV, única operadora, exceptuando Canal+, que no incluía el canal. Ese mismo día comienza las emisiones, gratis para los abonados al paquete familiar, y a 14,90€ a los abonados a otros paquetes.
El 21 de octubre Mediapro y Sogecable llegan a un nuevo acuerdo para ofrecer el tercer partido de la Primera División, hasta el momento emitido exclusivamente en Gol Televisión, a través de Canal+ Liga, así como el abono para bares, que era exclusivo de Movistar TV y ONO.
El 17 de diciembre Mediapro y Canal+ firmaron de manera conjunta los derechos de la Premier League para las temporadas 2010-11, 2011-12 y 2012-13, compartiendo ambos canales la totalidad de los derechos.
Unas cuantas jornadas antes del final de la temporada 2009/2010 Mediapro decide incluir un cuarto partido en este canal. El conocido como "partido de los lunes" por emitirse en dicho día de la semana a las 21.00h. Este encuentro es emitido por Gol Televisión para sus abonados y en la modalidad de PPV en Canal+.
El 2 de julio de 2012, el canal Gol Televisión abandona el dial 99 del operador IPTV Movistar TV, donde, desde 2009, el canal era visible dentro del paquete familiar sin coste mensual añadido.
El 23 de abril de 2013 se anuncia el lanzamiento de GolT 2 Internacional, la segunda versión del canal disponible en Movistar TV (dial 96) y que ofrece los partidos de UEFA Europa League a los abonados de esta plataforma.
El 28 de mayo de 2015 se confirma el cese de emisiones de Gol Televisión para el 30 de junio del mismo año. De este modo, en TDT, Atresmedia recupera su frecuencia para lanzar Mega el 1 de julio, un canal en abierto que supone el fin de la TDT premium o de pago. Más tarde, el 22 de junio de 2015, Gol Televisión empieza a emitir en abierto durante un periodo de cuatro horas diarias (entre las 20:30 y las 00:30 horas), con el fin de que los espectadores vayan captando las emisiones en abierto de Mega en dicho horario. Además, tres días después, comienzan las emisiones en pruebas de Mega durante esas cuatro horas, emitiendo los programas La casa de empeños (3 capítulos), Cazatesoros (2 capítulos) y Empeños a lo bestia (4 capítulos). Llegadas las 00:30, el canal regresa a la programación de Gol Televisión, codificando nuevamente su señal.
Por otro lado, como sustituto de Gol Televisión, Mediapro y Al Jazeera lanzan en España el canal deportivo Bein Sports, que llega el 1 de julio a la plataforma online TotalChannel (y a Gol Stadium), que se mantiene gratuito para los abonados durante los dos meses de verano) y, desde el 3 de agosto, a las principales plataformas de televisión de pago.
El 1 de junio de 2016, el canal fue relanzado, esta vez simplemente como Gol y eliminando de su logotipo la "T".

## Emisión en plataformas de televisión por cable
Desde la temporada de fútbol 2009/10 hasta la 2011/12, el canal emitía además de por la TDT, a través de las principales plataformas de televisión por cable del país como ONO y la IPTV de Telefónica, Movistar TV, además de cableras regionales como Euskaltel, R y Telecable.
Además de la señal del Gol T, algunas plataformas disponían de otras señales del canal. Una de ellas, en alta definición, Gol Televisión HD se ofertaba en Movistar TV, Euskaltel y Telecable. Por otro lado estaba Gol Televisión +1, que emitía los contenidos de Gol Televisión 1 hora más tarde (estuvo disponible en ONO). Hasta la temporada 2011/2012, hubo una tercera señal exclusiva para bares y restaurantes con tarifa plana de PPV, Gol Bar.

## Abonados
En la temporada 2010/11 alcanzó su máximo, con más de un millón y medio de abonados a través de todas las plataformas que emitían el canal. Un 23% de estos abonados lo eran a través de la TDT, en el servicio de pago TDT Premium. Del resto de plataformas, la mayoría lo eran a través de las compañías de IPTV con el 46% de abonados, gracias en parte a la emisión en el paquete familiar de Movistar TV y televisión por cable con un 13%. Las compañías de telefonía móvil sumaban el 18%.
Para la temporada 2013/14, Gol Televisión contaba en septiembre de 2013 con 223.090 abonados.
Por último, tras el cese de emisiones del canal, Mediapro ofreció Bein Sports de manera gratuita para los abonados a Gol Televisión durante los dos meses de verano de 2015. Todo ello a través de la plataforma online TotalChannel (y Gol Stadium). Más tarde, desde el 1 de agosto, quien quisiera ver el canal debía abonarse a las principales plataformas de televisión de pago o a TotalChannel.

## Producción
Todo el proceso de producción de Gol Televisión se realizaba en alta definición (HD) y con la tecnología y sistemas de edición más modernos. La producción de audio se ejecutaba en 5.1. El canal ofrecía la posibilidad a sus espectadores de poder sintonizar los partidos en las demás lenguas oficiales de España: catalán, gallego y euskera. Además, disponía de la posibilidad de poder escuchar el audio original de los partidos de las ligas europeas. Los espectadores podían escuchar los partidos de la Premier League en inglés, de la Ligue 1 y Jupiler Pro League, en francés; y la Primeira Liga, en portugués.

### Programas
| - La Hora de la UFC - Multigol - Directo Gol - El Partidazo - Planeta Axel - Edición Limitada - Informes Gol - Campeones: Oliver y Benji - Entrevistas Gol - Gol Zap - Los 10 - La Liga Show - La Liga World - Premier World |

## Competiciones retransmitidas
| - Primera División (2009/12: 3 partidos/jornada; 2012/15: 8 partidos/jornada) - Premier League (2010/15) - Ligue 1 (2008/12) - Bundesliga (2008/09) - Division 1 (2012/15) - Primeira Liga (2012/15) - Liga Premier (2012/15) | - Copa del Rey (2009/15) - Copa de la Liga (2009/12) - Copa de Francia (2008/12) - Copa de Alemania (2012/15) - Copa de Holanda (2012/15) - Copa de Portugal (2012/15) - Copa do Brasil (2011/15) |

### Competiciones internacionales
| Clubes - UEFA Champions League (2009/12) - UEFA Europa League (2008/09, 2012/15) - Copa Libertadores (2012/15) - Copa Sudamericana (2012/15) | Selecciones - Copa del Mundo 2014 (emitió íntegramente y en directo los 64 partidos) - Fase clasificatoria de Copa del Mundo 2014 (partidos de varias selecciones) - Partidos internacionales amistosos de selecciones |